# كريستو
كريستو أو خريستو (1935 - 2020)، هو فنان ومهندس معماري ونحات ورسام أمريكي، بلغاري المولد، وفنان عالمي الشهرة.
ولد باسم خريستو ڤلاديميروڤ ياڤاچيڤ (بالبلغارية: Христо Явашев)‏ في 13 يونيو 1935م. ابتكر مشاريع فنية مؤقتة ضخمة، بالتعاون مع زوجته جان كلود. وهدف إلى الوصول إلى أكبر عدد من الناس، بما في ذلك الأشخاص الذين لا يبدون عادة اهتمامًا بالفن، وبالتالي فقد قام بعرض أعماله خارج الجدران في الهواء الطلق، في المراكز الحضرية أو بالقرب منها، بدلاً من استخدام صالات العرض. و على الرغم من أن مشاريع كريستو كلفت ملايين الدولارات، إلا أنها موِّلت من قبله شخصيًا. ظل يعيش في نيويورك منذ عام 1964م.

## وفاته
توفي يوم 31 مايو 2020 في منزله بمدينة نيويورك.

## أهم أعماله
تضمنت بعض مشاريع كريستو تغليف المباني أو غيرها من المنشآت، باستخدام قماش القنب أو البلاستيك. وشملت المنشآت التي قام بتغليفها: متحف الفن المعاصر بشيكاغو، وجسر پونت نوف، أقدم جسور باريس. واحتفت مشاريعه الأخرى بالمناظر الطبيعية وغالبًا ما يطلق على هذه المشاريع اسم الفن المغلف أو الفن البيئي. وعلى سبيل المثال، قام الفنان في الجزر المطوقة (1983م)، باحاطة 11 جزيرة من الجزر الواقعة قبالة ساحل فلوريدا، بأكثر من 560,000م² من طيور البشروش الوردية الطافية، المصنوعة من متعدد البروبيلين وهو ضرب من البلاستيك.

## روابط خارجية
- كريستو على موقع IMDb (الإنجليزية)
- كريستو على موقع الموسوعة البريطانية (الإنجليزية)
- كريستو على موقع مونزينجر (الألمانية)
- كريستو على موقع أول موفي (الإنجليزية)
- كريستو على موقع إن إن دي بي (الإنجليزية)
- كريستو على موقع قاعدة بيانات الفيلم (الإنجليزية)
- كريستو على موقع كينوبويسك (الروسية)